# Maya (software)
Autodesk Maya, zkráceně Maya je profesionální program pro tvorbu 3D grafiky, původně vyvíjený firmou Alias Systems a nyní vlastněný a vyvíjený společností Autodesk. Často bývá používán ve filmu, v reklamním a v televizním průmyslu pro vytváření 3D efektů, ale slouží i k tvorbě počítačových her a VR scén.

## Základní informace
Autodesk Maya je dostupná ve dvou základních verzích – Maya a Maya LT. Původně existovala verze Maya Unlimited a verze Maya PLE (Personal Learning Edition), určená pouze k nekomerčním účelům. Maya PLE byla zdarma, ale vyrenderované obrázky obsahují vodoznak.
Pro Mayu existuje řada efektových modulů a pluginů doplňujících další funkce – Fluids, nCloth, Hair, Fur, Live, nParticles nebo Paint Effects. Maya nabízí skriptovací jazyky MEL a Python.
Maya 2022 je určena pro Windows 10, Mac OS X a Linux (64bit).

## Historie programu
V únoru 1998 byla uvedena na trh první verze Maya – Maya 1.0. V červnu téhož roku byla uvedena první verze pro operační systém Windows. V roce 2005 byla zakoupena společností Autodesk.

## Použití Maya
Ve filmovém průmyslu byla Maya poprvé ve velkém použita ve filmu Dinosaurus (2000). Poté byla využívána např. pro efekty ve filmech Pán prstenů: Dvě věže, Spider-Man (2002), Doba ledová nebo Star Wars: Epizoda II – Klony útočí či v ruském seriálu Máša a medvěd. V českých filmech byla Maya použita např. v Lichožroutech, Kozím příběhu nebo ve Čtyřlístku ve službách krále.

## Maya vTV Nova
Televize Nova v červnu roku 2000 použila program Maya na výrobu 3D identů v rámci projektu „Tváře Novy“. Byly vyrobeny znělky pro tyto relace a jiné reklamní jingly:
- Televizní noviny (TV Nova)
- Sportovní noviny
- Počasí
- Právě dnes
- Právě teď
- Střepiny
- Jingly REKLAMA
- Znělky DNES VEČER

## Ocenění
1. března 2003 byla společnost Alias vyznamenána Academy of Motion Picture Arts and Sciences akademickou odměnou pro vědecký technologický přínos a za jejich vývoj tohoto mocného nástroje.
V roce 2005 ještě pod hlavičkou Alias|Wavefront, Jos Stam sdílel odměnu s Edwinem Catmullem a Tonym DeRosem za jejich vynález a aplikaci technologie subdivision surface.
8. února 2008 Duncan Brinsmead, Jos Stam, Julia Pakalns a Martin Werner získali odměnu za technologický přínos Maya Fluid Effects.